# Serin/Threoninkinase LRRK2
Die Serin/Threoninkinase LRRK2 (genauer: Leucinreicher-Repeat-Serin/Threoninkinase 2, oder Leucine-Rich Repeat Kinase 2; auch Dardarin, von dem baskischen Wort dardara für zittern) ist ein Enzym, das andere Proteine mit einer Phosphat-Gruppe versieht, eine so genannte Proteinkinase. Proteinkinasen dieses Typs kommen in allen Eukaryoten vor. Beim Menschen ist Dardarin in vielen Gewebetypen zu finden, in besonders großen Mengen aber in dopaminsensiblen Bereichen des Gehirns. Mutationen im LRRK2-Gen liegen der Mehrheit der familiären und einigen sporadischen Formen der Parkinson-Krankheit zugrunde.
Es ist noch nicht bekannt, welche Proteine von Dardarin phosphoryliert werden.
Eine durch die pathogenen Mutationen induzierte Hyperaktivität der LRRK2-Kinase liegt der Neurotoxizität zugrunde. Dies war Anlass, die Entwicklung von LRRK2-Kinase-Inhibitoren als Therapeutika zu fördern. Von vielen potenten und spezifischen kleinmolekularen LRRK2-Inhibitoren wurde vielversprechend berichtet; fast alle befinden sich jedoch  im ATP-Wettstreit mit unerwünschten Nebenwirkungen und unklaren klinischen Ergebnissen – es fehlen alternative Typen von LRRK2-Inhibitoren. Nun wurde aber auch das 5′-deoxyadenosylcobalamin (AdoCbl), eine physiologische Form des essentiellen Mikronährstoffs Vitamin B12, als gemischter allosterischer Inhibitor der LRRK2-Kinaseaktivität in kultivierten Zellen und Hirngewebe identifiziert. Es verhindert auch signifikant die Neurotoxizität der LRRK2-Varianten, die mit Parkinson in kultivierten Zellen von Primär-Nagetieren assoziiert sind, sowie in verschiedenen gentechnisch veränderten Modellen, die zur Untersuchung dieser Krankheit verwendet werden.
Etwa ein bis fünf Prozent der sporadischen und fünf bis zehn Prozent der familiären Fälle von Morbus Parkinson sind durch Mutationen in LRRK2 verursacht. Einer ganz bestimmten Mutation, die die Aminosäure 2019 von Glycin zu Serin verändert (G2019S), kommt dabei eine besondere Bedeutung zu. 20 bis 30 Prozent der Parkinson-Fälle in der Bevölkerung der Ashkenazi-Juden beziehungsweise der nordafrikanischen Bevölkerung sind durch diese eine Mutation erklärbar. Derzeit sind über 20 verschiedene Mutationen in über 100 Familien identifiziert worden.
LRRK2 befindet sich auf dem Chromosom 12.